# Frederick Daniel Dyster
Frederick Daniel Dyster (* 1810; † 4. März 1893 in Tenby) war ein britischer Arzt und Naturforscher, der sich für Meereszoologie interessierte.

## Leben und Wirken
Frederick Daniel Dyster heiratete 1833 in St Lawrence auf der Isle of Wight Francis „Fanny“ Guillemard (1809–1877). Er lebte von 1843 bis 1847 aus gesundheitlichen Gründen auf Madeira, wo Dyster ein Krankenhaus mit 24 Betten bauen ließ, das er unentgeltlich leitete. 1847 ließ er sich in 2, Rock Houses, St Julian Street im walisischen Tenby nieder. Im darauffolgenden Jahr legte Dyster  in Gießen die Prüfungen zum Doktor der Medizin ab. Er praktizierte als Arzt in Tenby und sammelte Meereslebewesen. 1858 beschrieb Dyster eine neue Gattung der Moostierchen, der er zu Ehren seines Freundes Thomas Henry Huxley den Namen Huxleya gab.
Dyster gehörte von 1866 bis 1872 dem Rat der Stadt Tenby an und war 1867/1868 ihr Bürgermeister. 1878 zählte er zu den Gründern des Tenby-Museums. Dyster gehörte dem Royal College of Physicians an und war Mitglied der Linnean Society of London.

## Ehrungen
Thomas Henry Huxley benannt nach ihm die Gattung Dysteria der Infusoria.

## Schriften (Auswahl)
- Notes on two New British Polyzoa. In: Quarterly Journal of Microscopical Sciences. Band 6, Nummer 1, 1858, S. 260–261 (online).
- Notes on Phoronis hippocrepia. In: Transactions of the Linnean Society of London. Band 22, Nummer 3, 1858, S. 251–256 (doi:10.1111/j.1096-3642.1856.tb00097.x).
- The Climate of Madeira. In: British Medical Journal. Band 1, Nummer 800, 29. April 1876, S. 536. (PMC 2296220 (freier Volltext)).

## Nachweise